# Flughafen Bur Sudan

i7
i11
i13

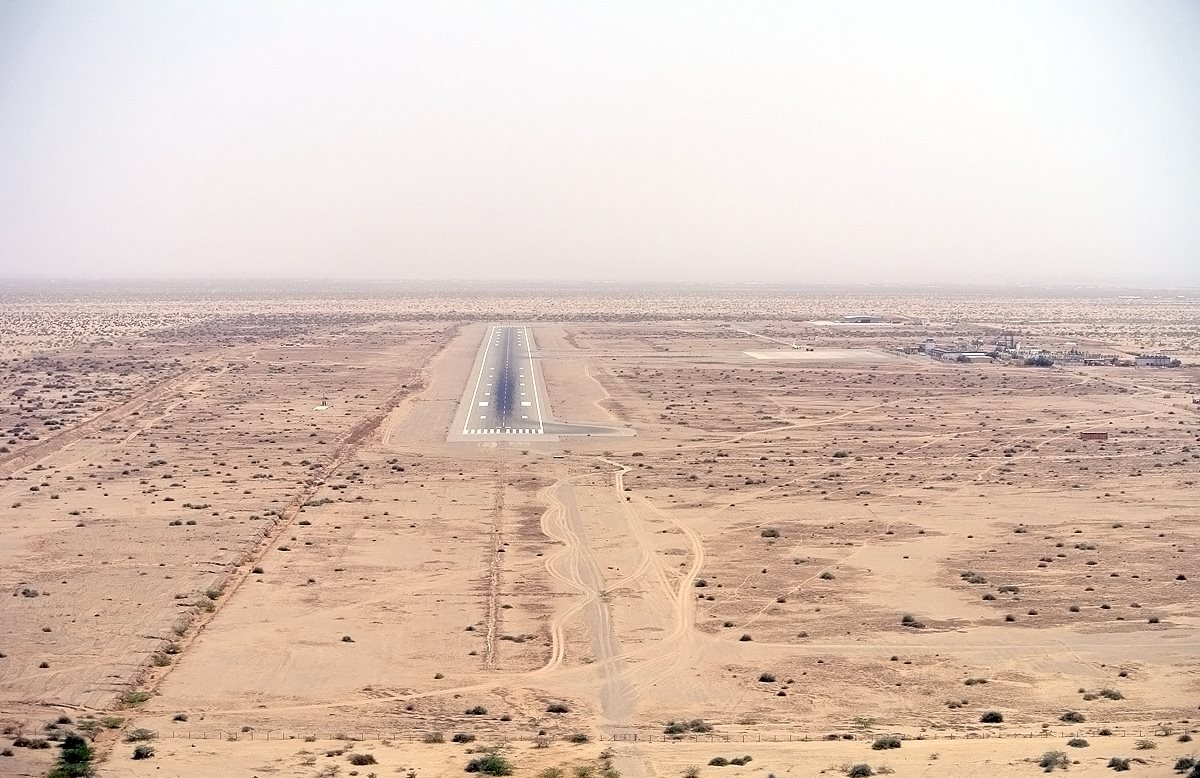
Anflug auf Bahn 34 des Flughafens Bur Sudan (2012)

Der Flughafen Bur Sudan (arabisch مطار بورتسودان الدولي الجديد, englisch Port Sudan Airport, Port Sudan New International Airport oder Port Sudan International Airport) ist ein Verkehrsflughafen in der Nähe der Hafenstadt Bur Sudan (Sudan).

## Zwischenfälle
- Am 8. Juli 2003 kehrte eine Boeing 737-200 der Sudan Airways (Luftfahrzeugkennzeichen ST-AFK) auf dem Weg nach Khartum etwa 15 Minuten nach dem Start vom Flughafen Port Sudan wegen eines Triebwerksausfalls zurück. Da die Landebahn beim Anflug aufgrund von aufgewirbeltem Sand nicht gesehen werden konnte, wurde durchgestartet. Dabei kam es zum Kontrollverlust; die Maschine schlug etwa 5 Kilometer östlich des Flughafens auf und zerbrach. Dabei starben 116 Personen; 1 Kind überlebte (siehe auch Sudan-Airways-Flug 139).[1]

- Am 24. Juli 2023 verunglückte eine Antonov An-26 beim Start am Flughafen Bur Sudan. Die Maschine beschleunigte, hob aber nicht ab und fing Feuer. Neun Personen an Bord kamen ums Leben, ein Kind überlebte.[2][3][4]